# Замок Блатна
Замок Блатна (чеськ. Zámek Blatná) — середньовічний водний замок у місті Блатна Південночеського краю, один з найстаріших в Чехії. Замок був закладений в кінці XII століття на невеликому пагорбі посеред боліт. Зараз замковий комплекс розташовується посеред парків і озер і вважається одним з найцінніших пам'яток архітектури у своєму роді. Поряд з замками Швігов і Червена Лгота, замок Блатна відноситься до трьох найбільш збережених водних замків Чехії.

## Історія замку
Перші письмові відомості про замок відносяться до 1235 року, під яким у грамоті короля Вацлава I про заснування Хотешівського монастиря  як свідка згадується владика Вишемир (Вшемир) з Блатна, що носив на своєму гербі баворівську стрілу. На той час це була вже кам'яна фортеця в романському стилі, споруджена на невисокому скелястому пагорбі посеред боліт поряд з річкою Ломніце, населеному ще з доісторичних часів. Від того періоду збереглися залишки романської капели на подвір'ї замку, датованої періодом між кінцем XII століття і 1225 роком. Далі під 1241 роком у дарчій грамоті Бавора I зі Стракониць серед свідків згадуються інші власники цього городища - Пршедота і його брат з Блатни, при яких фортеця вже була оточена водою.  
З раннім періодом замку Блатна пов'язана легенда про те, що його засновниками та першими власниками були лицарі ордена тамплієрів. Згідно з цією легендою, спочатку замок звели тамплієри, які, йдучи з нього, сховали в стінах замку величезні скарби, місце знаходження яких було позначено таємними знаками. Ключ до цих знаків був зашифрований у настінному розписі однієї із кімнат замку. Легенда свідчить, що один із замкових писарів розгадав цей шифр, пробив стіну цим розписом і виявив за нею порожнину. З того часу ні цього переписувача, ні скарбів тамплієрів ніхто не бачив. Після цього дірку в стіні замурували, а настінний розпис забілили, проте скарби нібито все ще залишаються на своєму місці не знайденими. Легенда про тамплієрів не знаходить підтвердження в історичних джерелах і, швидше за все, виникла у зв'язку з тим, що в середині XIII століття в сусідньому з Блатною замку Страконіце влаштувалися лицарі ордену госпітальєрів, які, однак, ніколи не мали жодних прав на замок Блатна. 
У другій половині XIII століття замок перейшов під владу роду панів Баворів зі Страконіц. Нові власники остаточно перебудували всі дерев'яні будівлі всередині фортеці на кам'яні, а болота, які оточували фортецю, почали трансформувати в упорядковану систему водних укріплень. Ймовірно, вже до кінця XIII століття Блатна набула вигляду типового феодального замку. Близько 1313 року  під час поділу володінь Бавора II зі Стракониць замок Блатна з панством дістався його молодшому сину Мікулашу, який прийняв предикат «з Блатни». Мікулашу з Блатни успадкував його син Бавор IV, який після смерті свого дядька Вілема зі Страконіц (пом. 1359 року) отримав і решту баворівських володіньотримав і інші баворівські володіння.  
У 1394 році управління баворівськими панствами взяв у свої руки Брженек (Бржетислав) зі Страконіц, в період неповноліття якого опікуном і управителем був його дядько Зденек Старший з Рожміталю. Своєю резиденцією Брженек обрав замок у Блатні, який суттєво перебудував наприкінці XIV століття. Незважаючи на те, що Брженек змінив своє місцеперебування, він зберіг у своєму імені предикат «зі Страконіц», однак доповнив його словами «з резиденцією в Блатні» («residentis de Blatna»). Невдовзі Брженек разом з паном Зденеком з Рожміталя взяли участь у повстанні дворян проти короля Вацлава IV і в 1399 році королівські війська взяли в облогу Гораждовіце, проте справу вдалося вирішити миром. У 1402 році обтяжений боргами Брженек зі Страконіце розпродав більшість родових маєтків і, ймовірно, незабаром помер. У 1403 році замок Блатна з панством перейшов у володіння панів з Рожміталю як найближчих родичів Брженека зі Страконіц.   
За нового власника Блатненського панства Яна з Рожміталя (пом. 1430), батька королеви Чехії Йогани, романський замок був швидко перебудований на готичну цитадель з укріпленою вхідною вежею. У період гуситських воєн замок став одним з опорних пунктів католицької партії на півдні Чехії. Після смерті Яна його володіння успадкували його сини Протіва і Ярослав Лев з Рожміталя (1425? - 1485/6), останній з яких згадується в документальних джерелах як власник замку Блатна з 1446 року. Будучи шурином короля Їржі з Подебрад, Ярослав Лев із Рожміталя посів високе становище при королівському дворі. При ньому приблизно в 1475-1480 роках замок був істотно перебудований, втративши багато в чому свою оборонну функцію, і набув вигляду представницької резиденції, в якій Ярослав Лев закінчив свої дні та поруч із якою був похований. Велика реконструкція замку була проведена в пізньоготичному стилі. Призматична вхідна вежа зі стрілчастим вхідним порталом, який замінив стару замкову браму, стала справжньою домінантою замкового ареалу. З південно-східного боку до вхідної вежі було прибудовано нову замкову капелу Діви Марії в готичному стилі (перше документальне свідчення про неї датується 1515 роком), яка поєднала башту з перебудованим тоді ж Рожмітальським палацом. Перший поверх вежі та Рожмітальський палац були розписані чудовими фресками..
Син і спадкоємець Ярослава Лева, височайший бургграф королівства Зденек Лев з Рожміталю (пом. 1535), наприкінці XV — на початку XVI століть перебудував другий палац у південно-західній частині замку, для чого з Праги був запрошений відомий королівський архітектор Бенедикт Рейт. В результаті його роботи палац був перетворений на триповерхову готично-ренесансну резиденцію, яка отримала назву «Рейтовий палац». Замок дедалі більше набував  архітектурних рис епохи Відродження. При Зденеку Леві проте фінансове становище панів з Рожміталю істотно похитнулося і син його Адам Лев з Рожміталю, будучи обтяжений боргами, в 1555 змушений був продати Блатненське панство разом із замком сестрам Катержині та Ганні Ржепицьким із Судомержа, у яких 1560 року панство і замок купив чоловік Катержини Зденек зі Штернберка. У 1577/9 році Блату купив граф Ян Роздражовський зі старовинного польського роду, після смерті якого панство та замок успадкував його син Вацлав. При ньому в північній частині замку, поряд із вхідною вежею, була зведена ще одна резиденція в ренесансному стилі, що отримала назву «Роздражівський палац».   
Повстання чеських станів (1618—1620) і Тридцятирічна війна, що послідувала за ним, перервали розвиток Блатненського панства  та впорядкування замку: замок був захоплений і повністю розграбований «до голих стін» військами повсталих на чолі з Мансфельдом. Водночас у Блатну прийшла чума. Вацлав Роздражовський в 1622 році втік до Сілезії, де через три роки і помер. Його вдова Анна-Марія та малолітній син Франтішек Ігнац продовжували жити у Блатні, поступово займаючись відновленням замку. У 1635 році після проведеного ремонту було знову освячено замкову капелу Діви Марії. 1645 року Франтішек Ігнац Роздражовський взяв управління панством у свої руки. У 1691 році він помер, не залишивши спадкоємця і рід Роздражовських припинився. Замок із панством успадкував син його сестри Анни-Катержини граф Ян Франтішек Коловрат-Краковський, який у 1695 році продав його угорській графині Ернестіні Сереньї.  
При графах Сереньи замок поступово став набувати вигляду бароко і першим у барочному стилі був перебудований Роздражовський палац замку. 1798 року Серені продали замок барону Вацлаву Карелу Гільдпрандту фон Оттенхаузену з чесько-тирольського дворянського роду.За його старшого сина Франтішка Гільдпрандта замок перетворили на впорядковану і представницьку резиденцію: через навколишню навколо замку водойму було зведено кам'яний міст, зведено кошару та кінний манеж, а в найближчому заповіднику було розбито іррегулярний парк та влаштовано штучне озеро. 1845 року Блатненське панство успадкував Роберт Гільдпрандт, який у 1850—1856 роках здійснив неоготичну реконструкцію замку в романтичному дусі. Реконструкція проводилася за проєктом мюнхенського архітектора Бернгарда Груебера і після її закінчення замок загалом набув того вигляду, в якому зберігся до наших днів.   
1947 року замок було передано під управління Національної комісії пам'яток Чехословаччини, а після комуністичного перевороту 1948 року націоналізували. 1952 року останнього власника замку Бедржих Гільдпрандт (помер 1981 року) з дружиною Корнелією і двома доньками насильно виселили із замку. Завдяки особистим зв'язкам отця Корнелії з імператором Хайле Селассіє I, в 1959 році сім'я отримала офіційний дозвіл комуністичної влади на еміграцію з країни й переїхала в Аддіс-Абебу (в пам'ять про це наразі в замку діє експозиція, присвячена перебуванню сім'ї Бедржих Гільдпрандта в Ефіопії). У 1990 році баронеса Корнелія Гільдпрандт з дочками Йосефіною та Яною повернулася до Блатни, а в 1992 році під час реституції їм було повернено Блатненський замок. Сім'я живе у відреставрованому будинку у стилі ампір посеред замкового парку. Замок відкритий для відвідування туристів.  

## Опис
Замок Блатна разом із замками Швігов і Червена Лгота належить до трьох найкраще збережених водних замків Чехії, а також є одним із найстаріших чеських замків низинного типу. Замок загалом має неоготичний вигляд з окремими збереженими слідами готичної, ренесансної та барокової архітектури. 
Домінантою замкового ареалу є чотиригранна вежа в чотири поверхи зі стрілчастим входом, яка височіє в східній частині замку і до якої веде кам'яний міст через водойму, що оточує замок. З південного сходу до вхідної вежі примикає неоготична капела Діви Марії та Святого Ондржея, перебудована 1878 року Бернгардом Груебером. Південне крило замку утворюють ренесансно-неоготичний Рожмитальський і готичний Рейтів палаци, що примикають один до одного зі сходу на захід. Північне крило становить Роздражівський палац, що примикає до вхідної вежі з північного сходу. Західне крило замку, що містило в собі, зокрема, і стару романську капелу, було демонтоване, мабуть, у 20-ті роки XIX століття, після чого замок набув форми підкови, орієнтованої на схід, де розташовується вхідна башта і кам'яний міст.  

## Замковий парк
Внутрішній двір замку з'єднаний з парком та великим заповідником, який був побудований у XVII столітті. У XVII столітті це був один з найбільших заповідників у Богемії, де також тримали хижих тварин. Тут збереглися столітні дуби, під якими, за переказами, в молодості сиділ Йоган з Рожміталя. Франтішек Гільдпрандт облаштував заповідник на зразок англійських парків. Однак змінам піддалася лише передня частина, задня частина була залишена в первісному стані. У 1815 році, під час наполеонівських війн, Франтішек Гільдпрандт найняв місцевих жителів для будівництва штучної печери, щоб забезпечити їх засобами до існування. У парку також були оранжерея, мисливський будиночок та швейцарський будиночок. Сьогодні ці будівлі вже не збереглися. Нині парк з'єднаний із заповідником, де мешкає стадо плямистих ланей. Територія заповідника зі ставком Надєє та прилеглим правим берегом річки Ломніця охороняється як пам'ятка природи «Блатна».

## Замок у кінематографі
Блатний замок або його околиці з'являлися в таких фільмах та казках:
- Біла леді[cs] (1965, реж. Зденек Подскальський[cs])
- Шалено сумна принцеса[cs] (1968, реж. Борживой Земан[cs])
- Дівчина з флейтою (E02, серія Příkopy, 2007, реж. Ярослав Гануш[cs])
- Кришталевий меч (2007, реж. Їтка Нємцова[cs])
- Місце злочину Чеські Будейовіце (Частина 7 — Книга гріхів, 2023, реж. Ян Гребейк[cs])

## Галерея

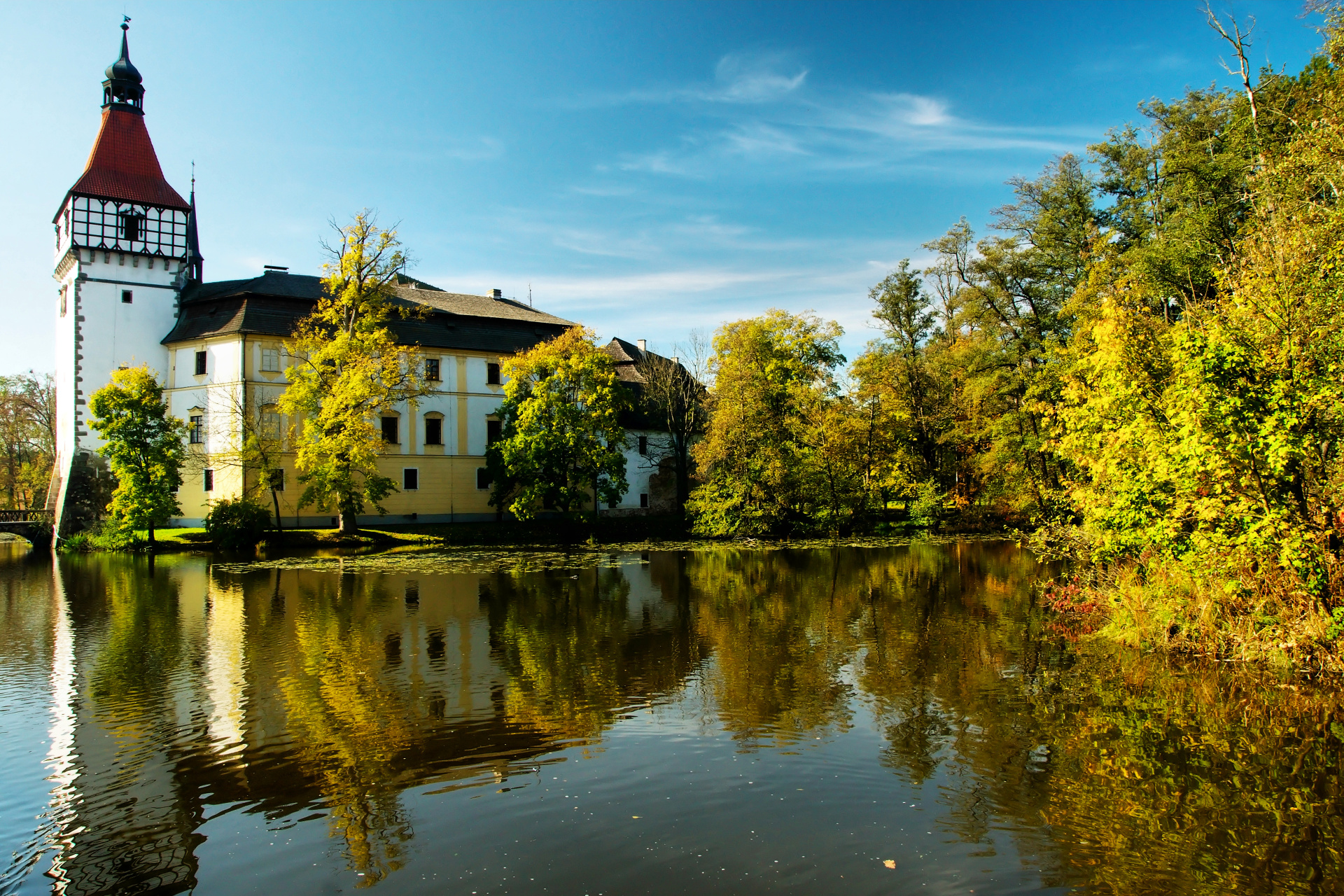
Вид з півночі: вхідна вежа та Роздражівський палац
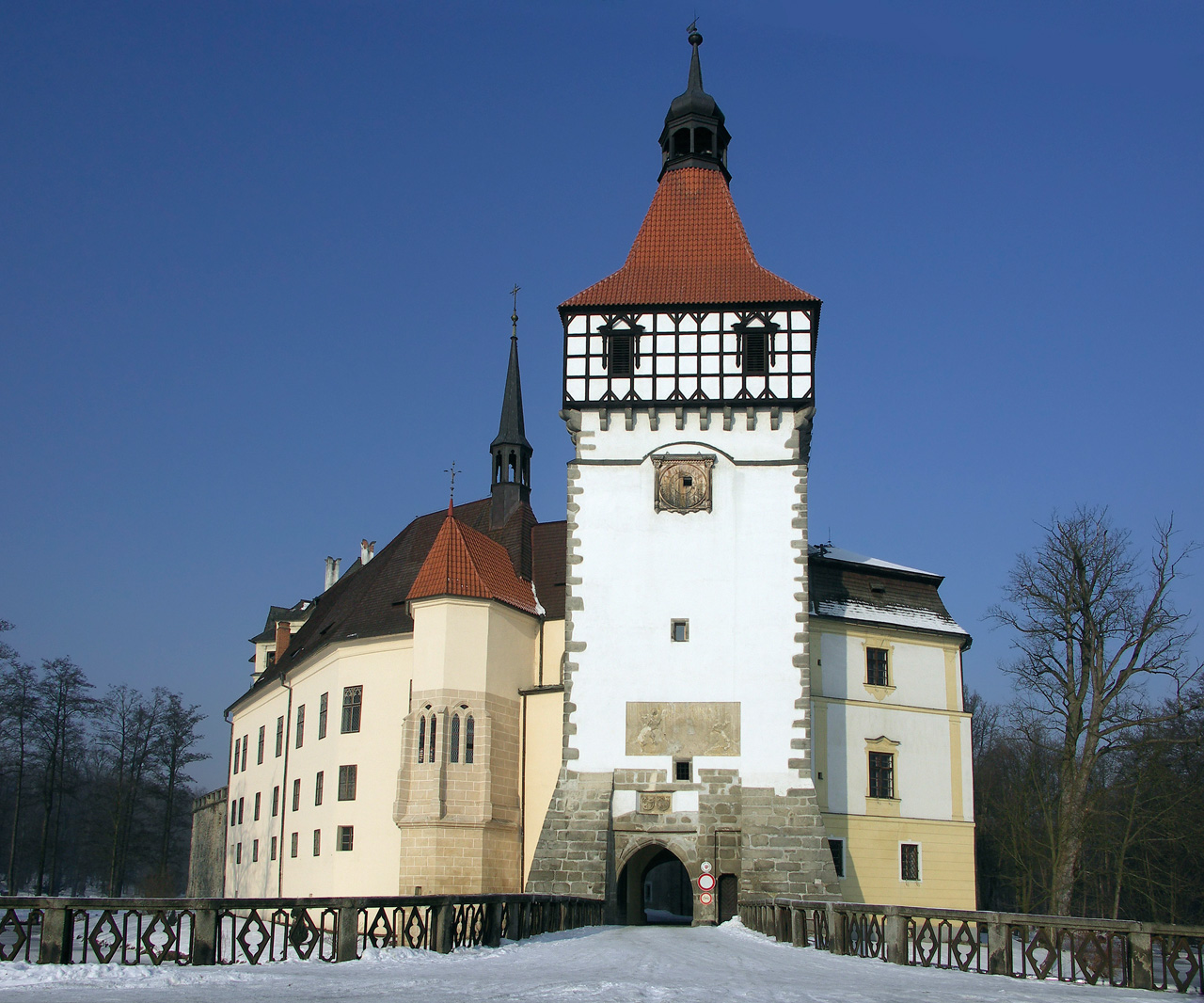
Вид зі сходу: замкова капела та вхідна вежа
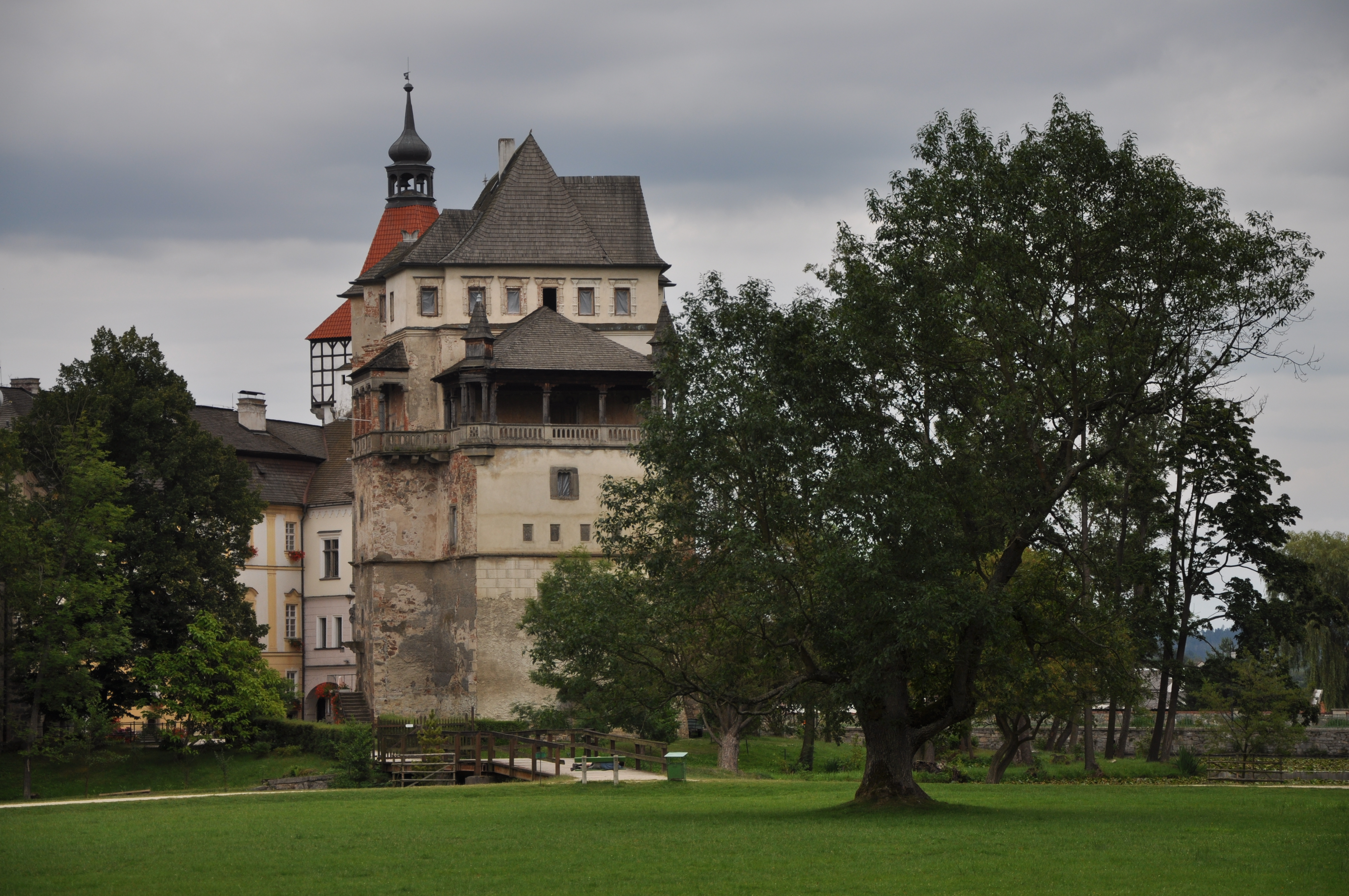
Вид із заходу: Рейтов палац
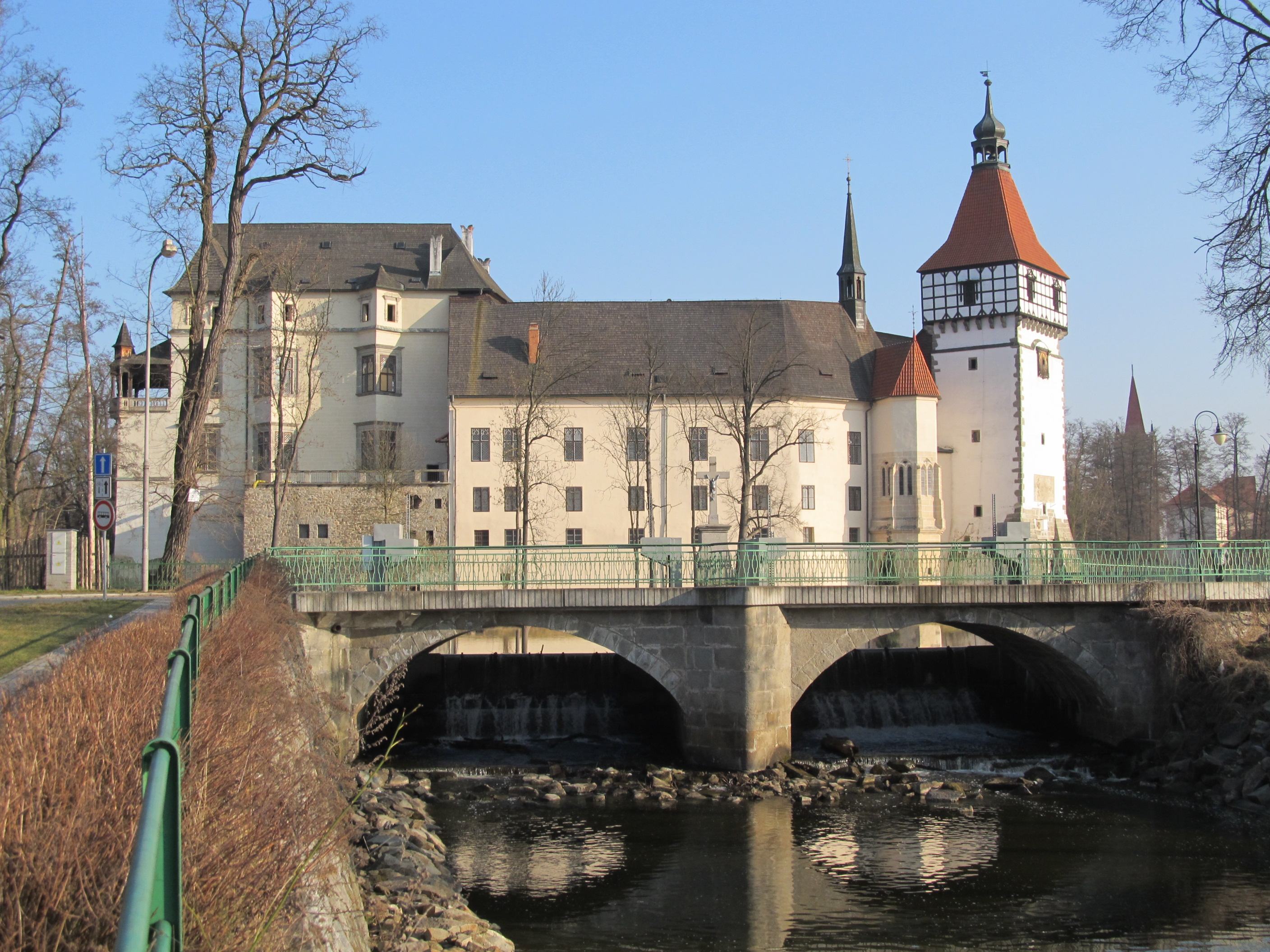
Вид з півдня: Рейтов і Рожмитальський палаци, замкова капела та вхідна вежа